# Isaac Hernández
Isaac Eleazar Hernández Fernández (Guadalajara, 30 aprile 1990) è un ballerino e attore messicano, primo ballerino dell'Het Nationale Ballet dal 2013 al 2024, dell'English National Ballet dal 2015 al 2022, del San Francisco Ballet dal 2022 al 2024 e dell'American Ballet Theatre dal 2025.

## Biografia
È uno degli undici figli del ballerino Hector Hernández. Suo fratello, Esteban, è stato primo ballerino del San Francisco Ballet. Gli fu insegnato a ballare dai suoi genitori all'età di 8 anni nel cortile di famiglia. Si è poi formato alla The Rock School for Dance Education di Philadelphia. A 15 anni soffriva di ernia del disco vertebrale, ma guarì completamente.
Hernandez ha iniziato a ballare per la prima volta all'American Ballet Theatre II (ABT II). Nel 2008 è entrato a far parte del corpo di ballo del San Francisco Ballet, è stato promosso a solista nel 2010. Due anni più tardi, nel 2012, ha ottenuto il ruolo di solita all'Het Nationale Ballet e, l'anno successivio, è stato promosso a ballerino principale, dopo aver ballato il ruolo del principe Désiré ne La bella addormentata.
Dopo essere apparso e come ospite nella rappresentazione de Il lago dei cigni con l'English National Ballet, nel 2015 è entrato a far parte della compagnia come ballerino principale. Il suo repertorio comprende opere classiche come Romeo e Giulietta e La Sylphide, oltre a opere contemporanee tra cui Fantastic Beings di Aszure Barton e Giselle di Akram Khan.
Come artista ospite ha danzato per il Balletto dell'Opéra di Parigi come Solor in La Bayadère e nel Don Chisciotte di Nureev, e al Teatro dell'Opera di Roma nella versione di Don Chisciotte di Laurent Hilaire e Michail Baryšnikov.
Per la sua avvenenza, nel 2015 è stato definito "il ballerino più sexy di Londra dai tempi di Carlos Acosta".
Nel 2018, ha vinto il Prix Benois de la Danse, per la sua interpretazione in Don Chisciotte con il Balletto dell'Opera di Roma e La Sylphide con ENB. È stato il primo ballerino di nazionalità messicana ad ottenere il riconoscimento.
È divenuto ambasciatore delle arti e del turismo del Messico ed è stato il più giovane artista a ricevere un eccezionale premio artistico dal presidente messicano. Hernandez e suo fratello Esteban hanno avviato un progetto per portare altri ballerini a esibirsi e insegnare ai seminari a Guadalajara, in Messico.
Ha debuttato come attore nel 2020 nel musical El Rey de todo el mundo di Carlos Saura. Ha poi recitato nella mini serie TV di Manolo Caro Qualcuno deve morire, distribuita da Netflix, interpretando il personaggio di Lázaro, un ballerino.
È sposato con la ballerina e direttrice artistica Tamara Rojo e la coppia ha un figlio.

## Filmografia (parziale)
- El Rey de todo el mundo, regia di Carlos Saura (2020)
- Qualcuno deve morire (Alguien tiene que morir) - miniserie TV, episodi 1x1, 1x2 e 1x3 (2020)
- Dreams, regia di Michel Franco (2025)

## Premi
Ha ricevuto numerosi premi internazionali:
- International Ballet Competition a Cuba (2004, 1º premio)[7]
- X International Ballet and Choreography Competition a Mosca (2005, 3º classificato e menzione speciale)[7]
- International Ballet Competition a Jackson (USA, 2005, 1º premio)[7]
- Prix Benois de la Danse (2018)